# 允祿
允祿（穆麟德轉寫：yūn lu，1695年7月28日—1767年3月20日），滿洲愛新覺羅氏，原名胤祿，清朝康熙帝的第十六子，號愛月主人，清朝第三任莊親王（鐵帽子王），隶属镶红旗。相传因其听力不佳，在宫里被谑称为“聋十六”。

## 生平
允禄出生于康熙三十四年（1695年）六月十八日，生母是王密嫔。清史稿記載他為「精數學，通樂律」，參與編輯過《數理精蘊》，還曾與意大利傳教士德理格討教西方樂理。據說允禄武藝不凡，在康熙五十五年十二月初四行圍時單身殺虎。康熙帝駕崩後被雍正任命去署理內務府總管。雍正元年（1723年）允禄奉旨被过继给博果铎（顺治帝之兄硕塞的儿子），並封为莊亲王。雍正帝末年，与皇十七弟允礼深受宠信。乾隆四年，因与弘皙交往，被解除公职。乾隆七年，命管理樂部。乾隆三十二年（1767年）二月廿一日，允禄病逝，享年73岁，谥号为恪。
任满文《欽定滿洲祭神祭天典禮》（乾隆十二年（1747）刊）总办大臣之一（其汉译本，乾隆四十六年（1781）刊，入《四库全书》，总纂官纪昀等）。参与主编四库全书本《圣祖仁皇帝御制文集》、《欽定儀象考成》、《皇朝禮器圖式》、《御製律吕正義後編》等。

## 家庭

### 妻妾
- 嫡福晉郭絡羅氏，三品官品級能特之女；
- 側福晉李氏，楊達色之女；
- 側福晉朱氏，縣丞朱兆書之女；
- 側福晉納喇氏，三等護衛六十八之女；
- 側福晉張氏，張存仁之女；
- 側福晉胡氏，胡宗顯之女；
- 側福晉薛氏，佛保之女；
- 庶福晉富察氏，郭禮（或郭祿）之女；
- 庶福晉王氏，在爾漢（或達爾漢）之女；
- 庶福晉廖氏，廖洪柱之女。

### 子
- 生子10人，成年3人。
- 第一子未有名，康熙五十一年壬辰八月初四日辰時生。母嫡福晉郭絡羅氏；本日卒。
- 第二子，追封和碩莊親王弘普，康熙五十二年癸巳六月十九日申時生。母側福晉李氏；乾隆八年癸亥三月二十二日酉時薨，年三十一歲。
  - 嫡福晉虎爾哈氏：興古之女。
  - 側福晉郭氏：郭秉新之女。
  - 妾周氏：周可學之女
  - 生三子：
    - 長子和碩莊慎親王永瑺。
    - 次子奉國將軍永珂。
    - 三子永堅。
- 第三子未有名，康熙五十四年乙未九月初九日辰時生，母嫡福晉郭絡羅氏；本月二十日卒。
- 第四子弘晧，康熙五十五年丙申十二月二十六日辰時生。母側福晉李氏；康熙五十七年戊戌八月初九日辰時卒，年三歲。
- 第五子弘昚，康熙五十六年丁酉正月二十三日子時生。母嫡福晉郭絡羅氏；康熙五十八年乙亥六月十一日子時卒，年三歲。
- 第六子輔國將軍弘明，康熙五十八年己亥三月二十五日子時生。母側福晉李氏；乾隆五十二年丁未四月二十五日子時卒，年六十九歲。
  - 嫡妻瓜爾佳氏：馬哈達之女。
  - 妾隆氏：阿克都納之女
  - 生二子：
    - 長子永藤。
    - 次子奉國將軍永蔴。
- 第七子未有名，雍正五年丁未十月初三日寅時生。母側福晉朱氏；雍正六年戊申十月初四日申時卒，年二歲。
- 第八子奉恩輔國公弘曧，乾隆二年丁巳七月初九日辰時生。母側福晉張氏；嘉慶十一年丙寅十月十三日卯時卒，年七十歲。
  - 嫡妻章佳氏：大學士、誠謀英勇公阿桂之女。
  - 妾王氏：二等護衛奇臣之女。
  - 妾王氏：三等護衛懷保之女。
  - 妾孫氏：護軍校孫相之女
  - 生五子
    - 長子輔國將軍永蕃（嫡出）。
    - 次子奉國將軍永萼（嫡出）。
    - 三子三等侍衛永蓕。
    - 四子奉國將軍永芚。
    - 五子三等侍衛永蕙。
    - 女婿德麟（福康安之子）。
- 第九子弘曖，乾隆四年己未正月二十四日卯時生。母側福晉張氏；乾隆九年甲子五月二十二日午時卒，年六歲。
- 第十子弘晨，乾隆七年壬戌五月初一日寅時生。母側福晉胡氏；乾隆八年癸亥四月十三日辰時卒，年二歲。

### 女
- 生女9人，成年7人。
- 第一女和碩端柔公主，康熙五十三年甲午二月二十九日巳時生，母為嫡福晉郭絡羅氏；雍正初，撫養宮中。八年庚戌，年十七。十二月，下嫁科爾沁博爾濟錦氏齊默特多爾濟。九年四月，封今位號。乾隆十九年甲戌十二月十二日辰刻卒，年四十一歲，額附乾隆三年襲封科爾沁郡王，四十七年壬寅卒。
- 第二女，康熙五十九年庚子十一月二十一日寅時生。母為嫡福晉郭絡羅氏，與第一女同母；女康熙六十年辛丑五月卒，年二歲。
- 第三女，康熙六十年辛丑十一月初三日子時生。母為庶福晉富察氏；女康熙六十一年壬寅十一月卒，年二歲。
- 第四女郡主，雍正元年癸卯二月十四日寅時生。母為嫡福晉郭絡羅氏；乾隆八年癸亥正月，嫁科爾沁博爾濟吉特氏喇錫那木扎爾；郡主乾隆十七年壬申四月十六日亥時卒，年三十歲。
- 第五女鄉君品級鄉君，雍正三年乙巳三月十九日寅時生。母為庶福晉王氏；乾隆七年壬戌二月，嫁镶蓝旗满洲西林覺羅氏鄂圻（父三等襄勤伯、大学士鄂爾泰）；鄉君乾隆五十九年甲寅三月十二日未時卒，年七十歲。
- 第六女縣主，雍正五年丁未十月十二日子時生。母為側福晉薛氏；乾隆四年己未十一月，嫁科爾沁博爾濟吉特氏色旺諾爾布（胞弟領侍衛內大臣色布騰巴爾珠爾，其妻固伦和敬公主即乾隆帝第三女（生母孝贤纯皇后富察氏））；縣主乾隆五十五年庚戌五月十三日丑時卒，年六十四歲。
- 第七女，雍正八年庚戌四月初七日巳時生。母為側福晉薛氏；乾隆十四年己巳正月初四日卯時卒，年二十歲。
- 第八女縣主，雍正十一年癸丑五月七日丑時生。母為（側福晉王氏，王存仁之女？）；乾隆十五年庚午十一月，嫁羅卜藏多爾濟；縣主嘉慶七年壬戌二月初一日巳時卒，年七十歲。
- 第九女縣主，雍正十二年甲寅七月二十二日寅時生。母為（側福晉王氏，王存仁之女？），與第八女同母；乾隆十七年壬申三月，嫁佟佳氏元勞；縣主乾隆十九年甲戌九月十九日申時卒，年二十一歲。

## 影視形象
- 1996年 李丁《宰相劉羅鍋》（劇中稱為六王，即是以允祿作為原型）
- 2008年 張鴻斌《上書房》
- 2012年 陳旭《傾城絕戀》（劇中名為允恪，即是以允祿作為原型）
- 2013年 李志新《乾隆秘史》

## 延伸阅读
[在维基数据编辑]
 《清史稿/卷219》
 在维基共享资源阅览影像